# جیمز کندی
جیمز کندی (انگلیسی: James C. Kennedy؛ زادهٔ ۲۹ نوامبر ۱۹۴۷) کارآفرین، سرمایه‌دار و مدیر اجرایی اهل ایالات متحده آمریکا است، که هم‌اکنون به‌عنوان رئیس هیئت مدیره گروه کاکس فعالیت می‌کند. وی در سال ۲۰۱۸ با دارایی ۹٫۶ میلیارد دلار، در رتبه ۱۰۵ از فهرست ثروتمندترین افراد جهان قرار داشت.